# Slovácký expres
Slovácký expres je souhrnné označení většiny vlakových spojů na lince R18. Jak název napovídá, tato linka spojuje hlavní město Praha se Slováckem. Většina spojů končí v lázeňském městě Luhačovice. Ranní spoj R 892 a večerní spoj R 895 nejedou do Luhačovic, místo toho odbočí ve stanici Uherské Hradiště do stanice Veselí nad Moravou, kde jejich jízda začíná, resp. končí. Podobnou trasu má i pár vlaků nazvaný Zlínský expres, jezdící do stanice Zlín střed.
V době platnosti jízdního řádu na rok 2024 jezdí vlaky na této lince ve dvouhodinových intervalech. První spoj z Prahy-Vršovic do Luhačovic vyjíždí ve 4:52, výjimkou je neděle, kdy vyjíždí až z Olomouce v 7:31. Z Olomouce také odjíždí v 5:57 spoj do Luhačovic. Tento spoj nejede v neděli.
Na opačnou stranu (Slovácko–Praha) vyjíždí první vlak ze Starého Města u Uherského Hradiště ve 4:12, z Veselí nad Moravou pak v 7:00. Z Luhačovic tyto vlaky vyjíždí do Prahy každé dvě hodiny od 8:31 do 16:31. Pak už následuje spoj do Olomouce v 18:03 a poslední v 19:42 do Starého Města u Uherského Hradiště.
Ve stanicích Staré Město u Uherského Hradiště / Otrokovice (v případě Zlínského expresu) se mění lokomotivy, a proto zde cestující musí počítat s delším čekáním.

## Historie
Od začátku platnosti jízdního řádu 2017/2018 začala oficiálně jezdit linka R18. Před zavedením této linky na stejné trase již rychlíky jezdily. Nesly však jiné názvy jako např. Šohaj, Hradišťan, Mojmír, Velehrad, Buchlov.[zdroj?]

## Řazení
V jízdním řádu 2020/2021 jezdilo v základu (Praha - Luhačovice) pět vozů. Prvním z nich byl vůz první třídy Apee139, druhý vůz byl vhodný pro přepravu cestujících na vozíku Bbdgmee236, uprostřed jezdí vůz kupé Bmz224, čtvrtý a pátý vůz byl stejný a jednalo se o velkoprostorové vozy Bdpee231.[zdroj?]
Dle potřeby byly nasazovány další vozy Bee238 v úseku Staré Město u Uherského Hradiště - Praha.[zdroj?]
Od dubna roku 2021 je Slovácký expres tažen novými lokomotivami Siemens Vectron. Tyto lokomotivy jsou Českými drahami nasazovány i na dálkové spoje do Berlína.[zdroj?]
Roky před tím zde jezdily lokomotivy řady 371, ty byly vystřídány kvůli změně napětí v trakčním vedení.[zdroj?]
V úseku Staré Město u Uherského Hradiště - Luhačovice / Veselí nad Moravou a Otrokovice - Zlín střed není trať elektrizovaná, proto zde jezdí dieselové lokomotivy 750 a 754.